# Kaisu Leppänen
Katri "Kaisu" Sisko Leppänen, född Juhontytär 13 oktober 1904 i Åbo,  död 4 mars 1993 i Helsingfors, var en finländsk skådespelare.
Leppänen utexaminerades från teaterskolan 1928 och fick anställning vid Finlands nationalteater, vid vilken hon verkade fram till pensioneringen 1970. Hon medverkade i 49 filmer och TV-uppsättningar mellan åren 1925 och 1988. Hon tilldelades Jussistatyetten för bästa kvinnliga statist i Ihmiset suviyössä 1949.
Hon var gift med Ilmari Unho 1927–1933, Tauno Majuri 1937–1943 och sist med Jarl Koivulaakso. Tillsammans med Unho fick hon sonen Pentti, som verkade vid Suomen Filmiteollisuus.

## Filmografi[2]
- Pohjalaisia, 1925
- Murtovarkaus, 1926
- Noidan kirot, 1927
- Korkein voitto, 1929
- Olenko minä tullut haaremiin!, 1932
- Onnenpotku, 1936
- Tee työ ja opi pelaamaan, 1936
- Kuriton sukupolvi, 1937
- Syllisiäkö?, 1938
- Vieras mies tuli taloon, 1938
- Takki ja liivit pois!, 1939
- Lapseni on minun..., 1940
- Var är min dotter?, 1940
- Perheen musta lammas, 1941
- Förbjudna stunder, 1943
- Suomisen Olli yllättää, 1945
- En ole kreivitär, 1945
- Menneisyyden varjo, 1946
- Kirkastuva sävel, 1946
- Ihmiset suviyössä, 1948
- Sinut minä tahdon, 1949
- Tanssi yli hautojen, 1950
- Rikollinen nainen, 1952
- Yhden yö hinta, 1952
- Kipparikvartetti, 1952
- Yö on pitkä, 1952
- Tyttö kuunsillalta, 1953
- Kärlek i mars, 1954
- Herrojen Eeva, 1954
- Tähtisilmä, 1955
- Pastori Jussilainen, 1955
- Mariam, 1957
- Novellin ja näytelmän mestari, 1960
- Skandal i flickskolan, 1960
- Kauppamatkustajan kuolema, 1961
- Pikku suorasuu, 1962
- Kello pysähtyi, 1962 (TV-serie)
- Ett förtjusande äventyr, 1962
- Woyzeck, 1965
- Hanski, 1966 (TV-serie)
- Här under polstjärnan, 1968
- Perimmäisten ammattien äärellä, 1968
- Teatterituokio, 1969–1970 (TV-serie)
- Kauan sitten, 1970
- Naapurilähiö, 1972 (TV-serie)
- Isä, 1973
- Olet vain kahdesti nuori, 1980–1982 (TV-serie)
- Joen saartama talo, 1983
- Sveket, 1988